# 卡莫夫設計局
卡莫夫（Kamov）是蘇聯/俄羅斯的直昇機設計局，其設計的直昇機幾乎全都使用同軸反轉螺旋槳，而其名稱全都以Ka或卡字開頭。

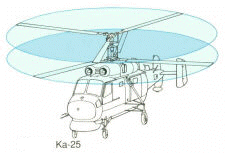
卡莫夫設計局的招牌設計是同軸反轉螺旋槳直昇機

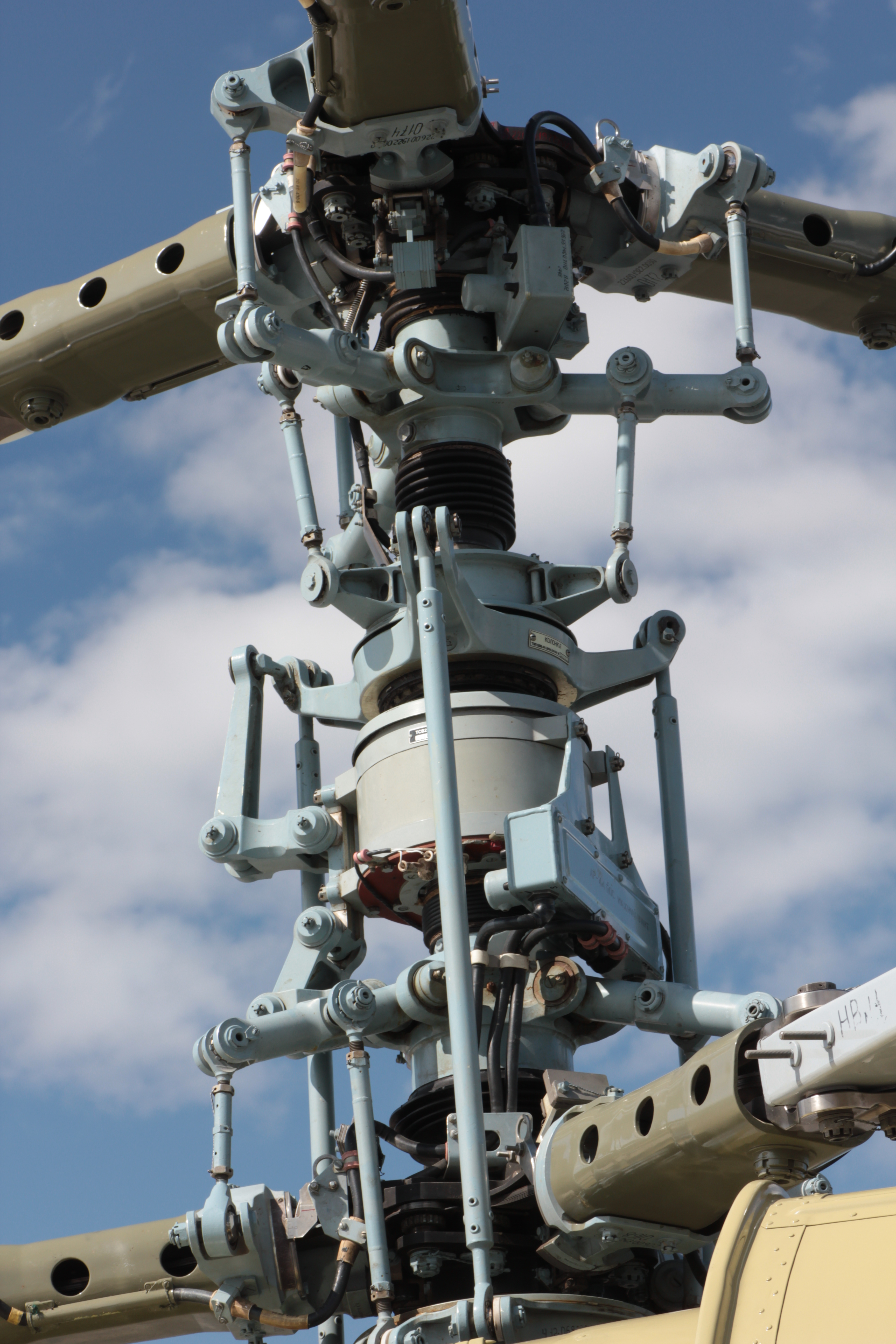
同軸反轉螺旋槳軸近照

尼古拉·卡莫夫生於西伯利亞，他原本是一名飛艇飛行員，後來對旋翼機產生興趣，1929年設計出一架旋翼機，但由於直昇機比旋翼機有更好的發展，故他在第二次世界大戰後改為研發直昇機，1945年開始召集幫手和尋求成立許可。1948年10月7日代号ОКБ-938试验设计局成立，首個作品是用一個摩托車的27匹馬力發動機推動的Ka-8直昇機，Ka-8是採用同軸反轉螺旋槳直昇機，好處是無需要長長的尾螺旋槳，可以節省在陸地上或軍艦上的存放空間，而且動力有兩個螺旋槳，卡莫夫設計的直昇機一直为蘇聯海軍航空隊所樂用。尼古拉·卡莫夫作为负责人从卡10、卡15到卡18，一直坚持不懈地研究共轴反转的技术。
卡莫夫已於1973年過世，其繼任人為米克海耶夫。

## 之後的作品

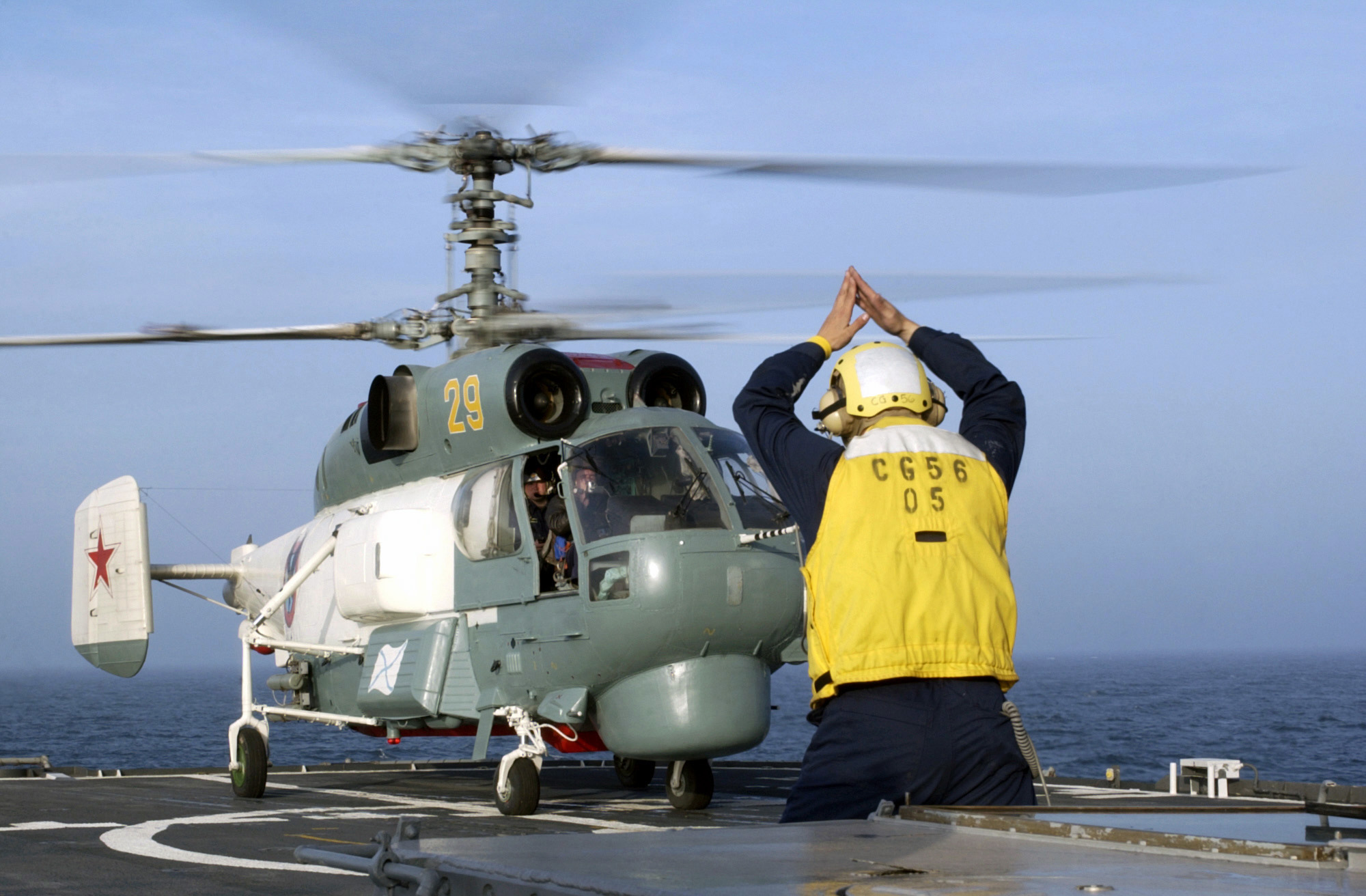
正從軍艦甲板起飛的Ka-27，卡莫夫設計的同軸反轉直昇機一直是蘇聯海軍航空隊的主力

- Ka-20直昇機
- Ka-25直昇機
- Ka-27直昇機
- Ka-31直昇機
- Ka-50攻擊直升機
- Ka-60通用直升機

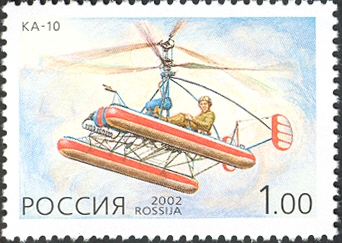
Ka-10
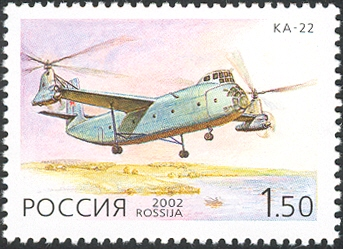
Ka-22
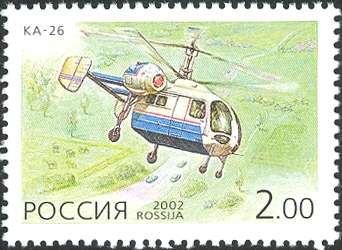
Ka-26
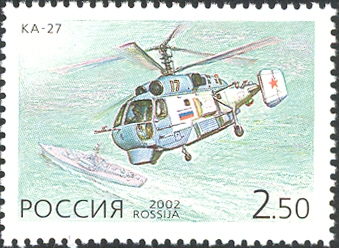
Ka-27
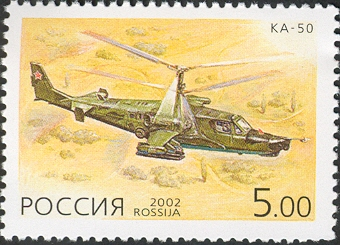
Ka-50
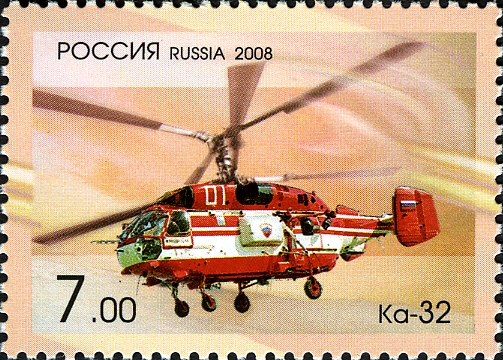
Ka-32
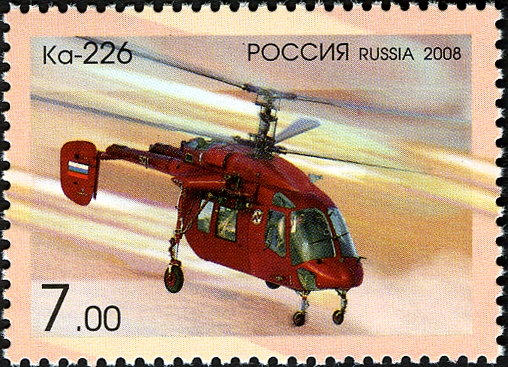
Ka-226

## 外部連結
- 卡莫夫的“蜗牛”家族 （页面存档备份，存于）